# 阿尔索杜斯
阿尔索杜斯，是西班牙安达卢西亚自治区阿尔梅里亚省的一个市镇。 总面积20km2, 总人口108人（2001年），人口密度5人/km2。